# Đập Hướng Gia Bá
Đập Xiangjiaba (tiếng Trung giản thể: 向家坝) là một đập trọng lực lớn trên sông Kim Sa, một nhánh của sông Dương Tử ở tỉnh Vân Nam và tỉnh Tứ Xuyên, tây nam Trung Quốc. Nhà máy thủy điện này có tám tuabin Francis, 4 tổ máy với công suất 812 MW và 4 tổ máy hoạt động ở mức 800 MW, tổng công suất lắp đặt là 6,448 MW. Đập Xiangjiaba là đập thủy điện lớn thứ ba của Trung Quốc sau Đập Tam Hiệp và Đập Xiluodu. Việc xây dựng bắt đầu vào tháng 11 năm 2006 và tổ máy phát điện đầu tiên được đưa vào vận hành vào tháng 10 năm 2012. Tổ máy phát điện cuối cùng được đưa vào vận hành vào ngày 9 tháng 7 năm 2014.
Đầu ra của thủy điện được kết nối với đường dây truyền tải điện ± 800 kV HVDC, hệ thống HVDC Xiangjiabaay Thượng Hải, truyền tải phần lớn điện năng đến Thượng Hải.